# Saison 1980/81 in der Nordischen Kombination

←1979/80 – 1980/81 – 1981/82→

Die Saison 1980/81 in der Nordischen Kombination ist eine Übersicht über die wichtigsten Wettbewerbe in der Wintersportsaison 1980/81. Als Saisonhöhepunkt galt das Holmenkollen-Skifestival in Oslo, welches die Generalprobe für die Weltmeisterschaften 1982 darstellte. Darüber hinaus galten die traditionellen Skispiele in Schonach und Lahti als herausragende Wettbewerbe, bei denen sich die Weltelite versammelte. Im westdeutschen Nesselwang fand darüber hinaus der historisch erste Staffelwettbewerb in der Nordischen Kombination statt, welcher vom internationalen Skiverband anerkannt und als Testlauf für die Nordischen Skiweltmeisterschaften 1982 fungierte. Dieser wurde als 3-mal-10-Kilometer-Wettbewerb ausgetragen, sodass pro Team drei Athleten starteten. Dabei war der Ablauf des Sprunglauf gleich zu den Einzelwettkämpfen, doch wurden die Sprungleistungen der Springer eines Teams im Anschluss addiert. Anschließend wurden die Differenzen zwischen den Teams nach einer feststehenden Tabelle in Sekunden umgewandelt. Am zweiten Wettkampftag ging somit der erste Läufer des nach dem Springen führenden Teams als Erster auf die Loipe, ehe der Läufer der zweitbesten Sprungstaffel mit dem gesamten Rückstand des Teams als nächster ins Rennen ging. Des Weiteren listet die Wettbewerbsübersicht die Ergebnisse einiger nationaler Meisterschaften auf, die in den Zeiten vor der Einführung des Weltcups noch einen höheren Stellenwert genossen. Bei der Winter-Universiade war die Nordische Kombination in dieser Saison nicht im Programm enthalten. Die größte Überraschung der Saison stellte der Sieg Kerry Lynchs in Reit im Winkl dar, womit erstmals seit dem Sieg John Bowers in Oslo 1968 wieder ein US-Amerikaner ein bedeutendes Ereignis in der Nordischen Kombination gewinnen konnte. Herausragende Athleten der Saison waren ferner Jouko Karjalainen und Konrad Winkler.

## Wettbewerbsübersicht

### Internationale A-Klasse-Rennen
| Datum            | Austragungsort | Bemerkung                | Sieger                                               | Zweiter                                                   | Dritter                                                                     | Beleg         |
| ---------------- | -------------- | ------------------------ | ---------------------------------------------------- | --------------------------------------------------------- | --------------------------------------------------------------------------- | ------------- |
| 04./05.01.1981 1 | Schonach       | Schwarzwaldpokal         | Jorma Etelälahti                                     | Uwe Dotzauer                                              | Jouko Karjalainen                                                           | [ 2 ] [ 3 ]   |
| 07./08.01.1981 2 | Nesselwang     | Team K86 / 3×10 km       | NorwegenHallstein Bøgseth Tom Sandberg Bjørn Bruvoll | FinnlandIlpo Toikkanen Jouko Karjalainen Jorma Etelälahti | Deutsche Demokratische RepublikGunter Schmieder Konrad Winkler Uwe Dotzauer | [ 4 ] [ 5 ]   |
| 10./11.01.1981 3 | Reit im Winkl  | Reit-im-Winkl-Schild     | Kerry Lynch                                          | Uwe Dotzauer                                              | Tom Sandberg                                                                | [ 6 ] [ 7 ]   |
| 06./07.03.1981 4 | Lahti          | Salpausselkä-Skispiele   | Hubert Schwarz                                       | Hallstein Bøgseth                                         | Karl Lustenberger                                                           | [ 8 ] [ 9 ]   |
| 11./12.03.1981 5 | Oslo           | Holmenkollen-Skifestival | Jouko Karjalainen                                    | Konrad Winkler                                            | Gunter Schmieder                                                            | [ 10 ] [ 11 ] |

### Weitere internationale Wettbewerbe
| Datum                    | Austragungsort           | Bemerkung                          | Sieger                | Zweiter            | Dritter               | Beleg         |
| ------------------------ | ------------------------ | ---------------------------------- | --------------------- | ------------------ | --------------------- | ------------- |
| 17./18.12.1980           | Zakopane                 |                                    | Stanisław Kawulok     | Jan Legierski      | Rudolf Vojkůvka       | [ 12 ]        |
| 29./30.12.1980 1         | Oberwiesenthal           |                                    | Konrad Winkler        | Gunter Schmieder   | Uwe Dotzauer          | [ 13 ] [ 14 ] |
| 17./18.01.1981 2         | Lenk                     |                                    | Bjørn Bruvoll         | Kerry Lynch        | Urban Hettich         | [ 15 ] [ 16 ] |
| 30./31.01.1981 3         | Zakopane                 | Czech-Marusarzówna-Memorial        | Karl Lustenberger     | Peter Opitz        | Józef Pawlusiak       | [ 17 ] [ 18 ] |
| 14./15.02.1981           | Schonach                 | Junioren-WM                        | Bernd Blechschmidt    | Sergei Schorikow   | Thomas Müller         | [ 19 ]        |
| 15./16.02.1981           | Borowitschi              | VIII. SKDA-Winterspartakiade       | Jan Legierski         | Stanisław Kawulok  | Jewgeni Sukow         | [ 20 ] [ 21 ] |
| 21./22.02.1981           | Kawgolowo                |                                    | Alexander Majorow     | S. Orlijanski      | Stanisław Kawulok     | [ 22 ]        |
| 28.02/01.03.1981 4       | Kuopio                   | Puijo-Skispiele                    | Jorma Etelälahti      | Bjørn Bruvoll      | Rauno Miettinen       | [ 23 ] [ 24 ] |
| 07./08.03.1981 5         | Falun                    | Schwedische Skispiele              | Stanisław Kawulok     | Ivar Olsen         | Jan Legierski         | [ 25 ] [ 26 ] |
| 06./07.03.1981           | Oberhof                  | Internationale Oberhofer Skispiele | Konrad Winkler        | Uwe Dotzauer       | Gunter Schmieder      | [ 27 ]        |
| 14./15.03.1981           | Schmiedefeld             | Rennsteigpokal                     | Kazimierz Długopolski | Bernd Blechschmidt | Andreas Paschold      | [ 28 ]        |
| 21./22.03.1981 6         | Štrbské Pleso            | Tatra-Pokal                        | Uwe Dotzauer          | Lothar Hopf        | Kazimierz Długopolski | [ 29 ] [ 30 ] |
| 24./25.03.1981           | Rovaniemi                | Ounasvaara-Skispiele               | Konrad Winkler        | Jouko Karjalainen  | Rauno Miettinen       | [ 31 ] [ 26 ] |
| 21./22.03.1981 7         | Trondheim                | Norwegentournee                    | Hallstein Bøgseth     | Bjørn Bruvoll      | Per Bjørn             | [ 32 ]        |
| 24./25.03.1981           | Namdalseid               | Norwegentournee                    | Karl Lustenberger     | Hallstein Bøgseth  | Bjørn Bruvoll         | [ 33 ] [ 34 ] |
| 27./28.03.1981 8         | Mo i Rana                | Norwegentournee                    | Jouko Karjalainen     | Jorma Etelälahti   | Tom Sandberg          | [ 35 ]        |
| Tournee-Gesamtwertung: 9 | Tournee-Gesamtwertung: 9 | Norwegentournee                    | Hallstein Bøgseth     | Bjørn Bruvoll      | Karl Lustenberger     | [ 36 ] [ 37 ] |

### Nationale Meisterschaften
| Datum            | Austragungsort     | Bemerkung                           | Sieger            | Zweiter               | Dritter              | Beleg         |
| ---------------- | ------------------ | ----------------------------------- | ----------------- | --------------------- | -------------------- | ------------- |
| 31.01/01.02.1981 | Rælingen           | Norwegische Meisterschaften         | Hallstein Bøgseth | Knut Leo Abrahamsen   | Bjørn Bruvoll        | [ 38 ]        |
| 06./07.02.1981   | Schmiedefeld       | DDR-Meisterschaften                 | Gunter Schmieder  | Uwe Dotzauer          | Konrad Winkler       | [ 39 ]        |
| 06./07.02.1981   | Harrachov          | Tschechoslowakische Meisterschaften | Ján Klimko        | Miroslav Kumpošt      | Ivo Peterka          | [ 40 ]        |
| 06./07.02.1981   | Zakopane           | Polnische Meisterschaften           | Stanisław Kawulok | Kazimierz Długopolski | Józef Pawlusiak      | [ 41 ] [ 42 ] |
| 07./08.02.1981   | Sainte-Croix       | Schweizer Meisterschaften           | Karl Lustenberger | Ernst Beetschen       | Walter Hurschler     | [ 43 ] [ 44 ] |
| 21./22.03.1981   | Juschno-Sachalinsk | Sowjetische Meisterschaften         | Alexander Majorow | Fjodor Koltschin      | Oleksandr Proswirnin | [ 45 ] [ 26 ] |
| 1981             | Sapporo            | Japanische Meisterschaften          | Hirohiro Takahata | Hiroshi Hosokawa      | Toshihiro Hanada     | [ 46 ]        |
| 1981             | BR Deutschland     | Deutsche Meisterschaften            | Urban Hettich     |                       |                      |               |
| 1981             | Finnland           | Finnische Meisterschaften           | Jouko Karjalainen |                       |                      |               |
| 1981             | Laconia            | US-amerikanische Meisterschaften    | Kerry Lynch       |                       |                      | [ 47 ] [ 48 ] |
| 1981             | Bad Goisern        | Österreichische Meisterschaften     | Michael Egger     | Alois Eberharter      | Richard Zabukovsek   |               |
| 1981             | Italien            | Italienische Meisterschaften        | Gian-Paolo Mosele | Benito Olli           | Paolo Aloisio        | [ 49 ]        |
| 1981             | Frankreich         | Französische Meisterschaften        | Éric Lazzaroni    |                       |                      |               |
| 1981             | Schweden           | Schwedische Meisterschaften         | Gösta Liljeqvist  |                       |                      | [ 50 ]        |